# Frozen in Love
Frozen in Love é um filme para a televisão canadense e estadunidense de filme de drama romântico de 2018, dirigido por Scott Smith e estrelado por Rachael Leigh Cook e Niall Matter. Foi desenvolvido a partir de uma ideia original de Rachael Leigh Cook. O filme foi produzido pelo Hallmark Channel e estreou em sua rede nos Estados Unidos em 13 de janeiro de 2018, como parte de sua temporada "Winterfest".

## Sinopse
A dona de uma livraria Mary Cartwright (Rachael Leigh Cook) está lutando para sobreviver. Ela tem a oportunidade de virar sua fortuna na forma de uma reforma de imagem, mas deve trabalhar com o jogador de hóquei no gelo e bad boy Adam Clayborn ( Niall Matter) em troca. Podem os dois superar sua animosidade e atração mútua para melhorar suas imagens?.

## Elenco
- Rachael Leigh Cook como Mary Campbell
- Niall Matter como Adam Clayborn
- Madison Smith como Tyler (irmão de Mary)
- Victor Zinck Jr. como Chuck
- Tammy Gillis como Erica
- Sandy Sidhu como Janet Dunleavy
- Jessie Fraser como Sarah
- Sebastian Billingsley-Rodriguez como Graham
- Mason McKenzie

## Desenvolvimento
O filme foi desenvolvido a partir de uma ideia original da atriz Rachael Leigh Cook, que também estrela o filme. Ela teve uma ideia para o enredo vários anos antes e percebeu que poderia funcionar como um projeto do Canal Hallmark. Junto com o produtor Jim Head, ela lançou a ideia para o canal no verão de 2017, que posteriormente a escolheu.
Em novembro de 2017, a Hallmark anunciou quatro novos filmes originais, incluindo Frozen in Love, para serem transmitidos como parte de sua temporada de programação 'Winterfest 2018' em janeiro de 2018.

## Filmagem
As filmagens ocorreram na Colúmbia Britânica em novembro e dezembro de 2017, com filmagens no centro de Revelstoke, no Revelstoke Forum, no Grizzly Plaza e no Revelstoke Mountain Resort. Enquanto as cenas da livraria foram filmadas em um cenário especialmente construído, as cenas da biblioteca foram filmadas na Biblioteca Pública de Maple Ridge.

## Transmissão
O filme estreou no Hallmark Channel em 13 de janeiro de 2018 como parte de sua temporada de programação de Winterfest.